# Ferndale (Ontario)
Le village de Ferndale, en Ontario, Canada, se trouve dans la Communauté de South Bruce[réf. nécessaire].